# ألان شولمان
ألان شولمان (بالإنجليزية: Alan Shulman)‏ هو ملحن أمريكي، ولد في 4 يونيو 1915 في بالتيمور في الولايات المتحدة، وتوفي في 10 يوليو 2002 في هدسون في الولايات المتحدة.

## وصلات خارجية
- ألان شولمان على موقع IMDb (الإنجليزية)
- ألان شولمان على موقع ميوزك برينز (الإنجليزية)
- ألان شولمان على موقع قاعدة بيانات برودواي على الإنترنت (الإنجليزية)
- ألان شولمان على موقع أول ميوزيك (الإنجليزية)
- ألان شولمان على موقع ديسكوغز (الإنجليزية)
- ألان شولمان على موقع قاعدة بيانات الفيلم (الإنجليزية)